# Sân bay Kraków-Rakowice-Czyżyny

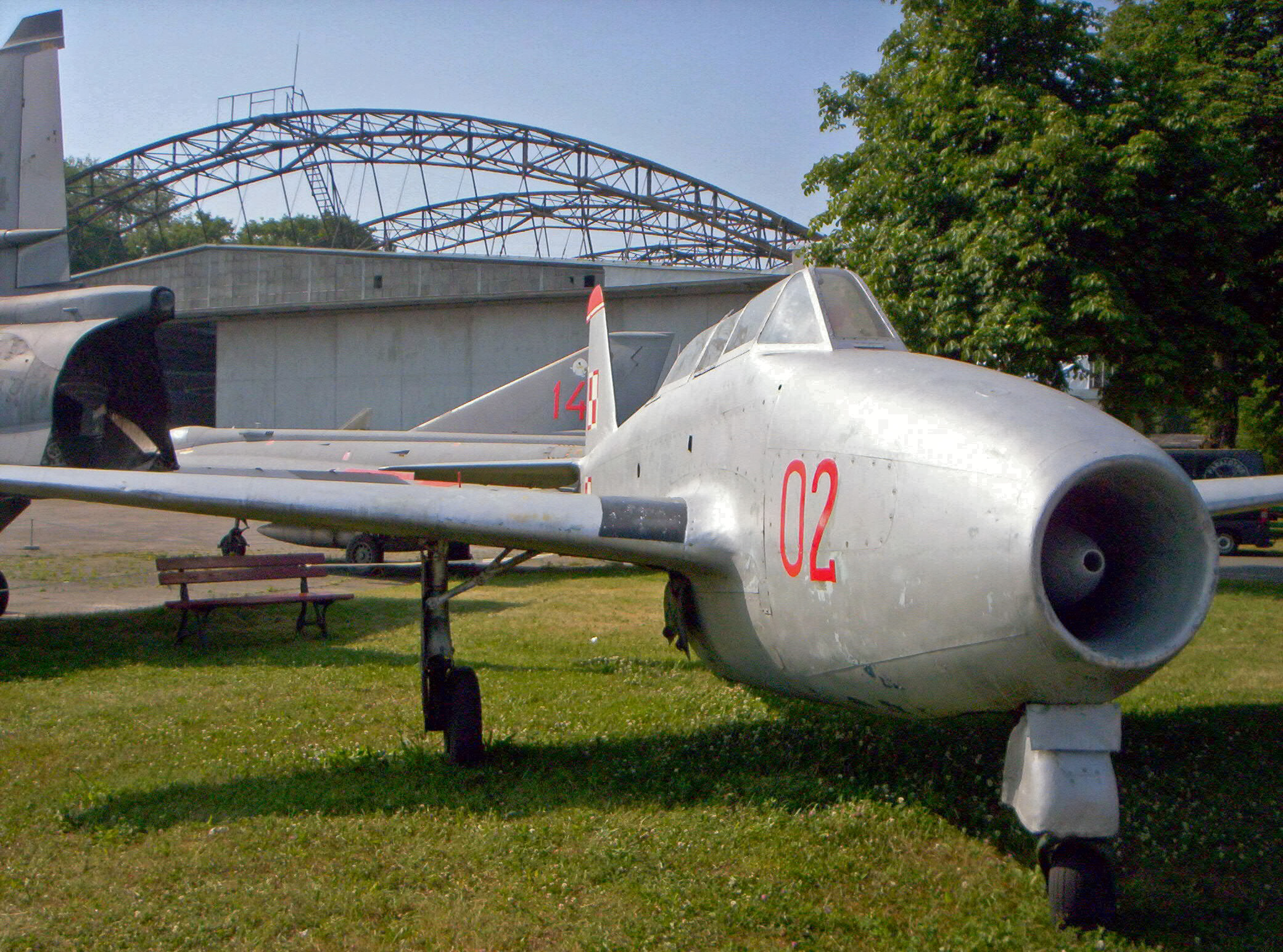
Trưng bày ngoài trời tại bảo tàng sân bay

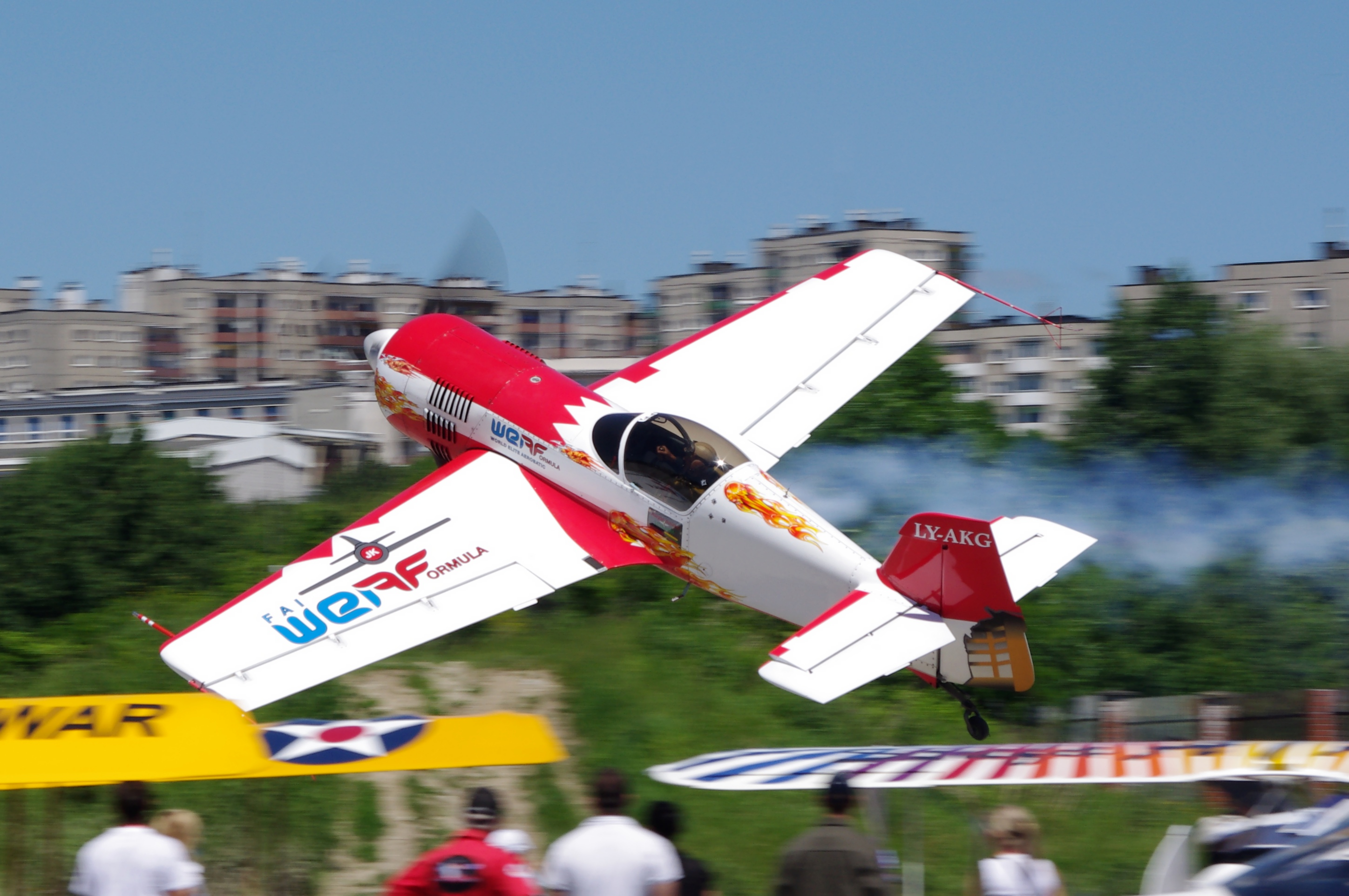
Su-26 cất cánh trong buổi trình diễn trên không tại Rakowice lịch sử - Sân bay Czyżyny

Sân bay Kraków-Rakowice-Czyżyny là một sân bay hiện không sử dụng ở Kraków, Ba Lan, một trong những sân bay lâu đời nhất ở châu Âu, mở cửa cho giao thông không thường xuyên của một số loại máy bay. Một phần của nó hiện là địa điểm của Bảo tàng Hàng không Ba Lan với một đoạn đường băng bê tông ban đầu có chiều dài 720 mét và chiều rộng 60 mét được bảo tàng sử dụng cho các máy bay hạng nhẹ (tới 7.500 kg) và máy bay trực thăng.

## Lịch sử
Sân bay có sự khởi đầu là một sân bay quân sự được thành lập ở quận Rakowice năm 1912, một trong những sân bay hiện đại nhất và lớn nhất ở Ba Lan vào thời điểm đó. Nó được xây dựng cho nhu cầu của Đế quốc Áo-Hung cùng với một đơn vị đồn trú của quân đội. Năm 1917, sân bay đã trở thành một trong những điểm dừng chân trong dịch vụ thư hàng không đầu tiên của châu Âu kết nối Vienna với Kiev và Odessa. Sân bay được sử dụng liên tục đến năm 1963, cho đến khi việc di dời sân bay hành khách Kraków 16 km về phía tây, đến làng Balice. Việc mở rộng quận Nowa Huta gần đó của Kraków buộc phải đóng cửa.
Vào tháng 6 năm 2004, một phần của sân bay tiếp giáp với Bảo tàng Hàng không Ba Lan đã được mở cửa trở lại làm căn cứ trực thăng của cảnh sát và cho các chuyến bay máy bay có cánh cố định trên đường băng 26 cho một chương trình hàng không hai ngày hàng năm được tổ chức vào cuối tuần cuối tháng Sáu. Bảo tàng cũng có khả năng sử dụng sân bay này để bay một số bộ sưu tập của nó hoặc có được các triển lãm mới.

## liên kết ngoài
Tư liệu liên quan tới Polish Aviation Museum tại Wikimedia Commons